# Vincenzo Tineo
Vincenzo Tineo (Palermo, 27 febbraio 1791 – Palermo, 25 luglio 1856) è stato un botanico italiano.

## Biografia
Figlio di Giuseppe, gli succedette come professore di materie mediche e di botanica dell'Università di Palermo. Del medesimo ateneo fu anche cancelliere.
Dal 1814 al 1856 resse, come direttore,  l'Orto botanico di Palermo, occupandosi della raccolta e catalogazione della flora siciliana, in particolare di fanerogamiche e crittogamiche. In tal senso, le sue collezioni costituiscono, tuttora, una parte consistente dell'Erbario Mediterraneo presso il ricordato Orto botanico.
Membro per tre lustri della Commissione di istruzione pubblica ed educazione della Sicilia, oltre che di numerose accademie, fu insignito della croce di cavaliere del Reale Ordine di Francesco I e di quella dell'Ordine al Merito di San Michele.
A Vincenzo Tineo sono stati dedicati i generi Tinea e Neotinea

## Opere principali
- Plantarum rariorum Siciliae minus cognitarum pugillus primus universae rei litterariae Siciliensis regiaeque Panormitanae studiorum moderatoribus, ex Regali Typographia, Panormi 1817.
- Catalogus Plantarum Horti Regii Panormitani ad annum 1827, ex Regali Typographia, Panormi 1827.
- Plantarum rariorum Siciliae minus cognitarum, Tip. Barbavecchia, Palermo 1846 (rist. an. Palermo 2005).
- Le reliquie Tineane: florae siculae icones ineditae, a cura di F.M. Raimondo e P. Mazzola, Naturama, Palermo 2000.